# Храм Святого Дмитрія Солунського (Космач)
Церква Святого Дмитрія Солунського побудована приблизно у 1868-1869 році на кошти громади та патрона барона Івана Лібіґа. Хрестоподібна, дерев’яна, п’ятикупольна, іконостас — п’ятиярусний.  Споруджена на високому кам'яному цоколі. Дзвіниця дерев'яна, квадратна, триярусна, каркасного типу. За місцевими переказами дзвіницю перетягли волами з цвинтаря, де стояла попередня церква.

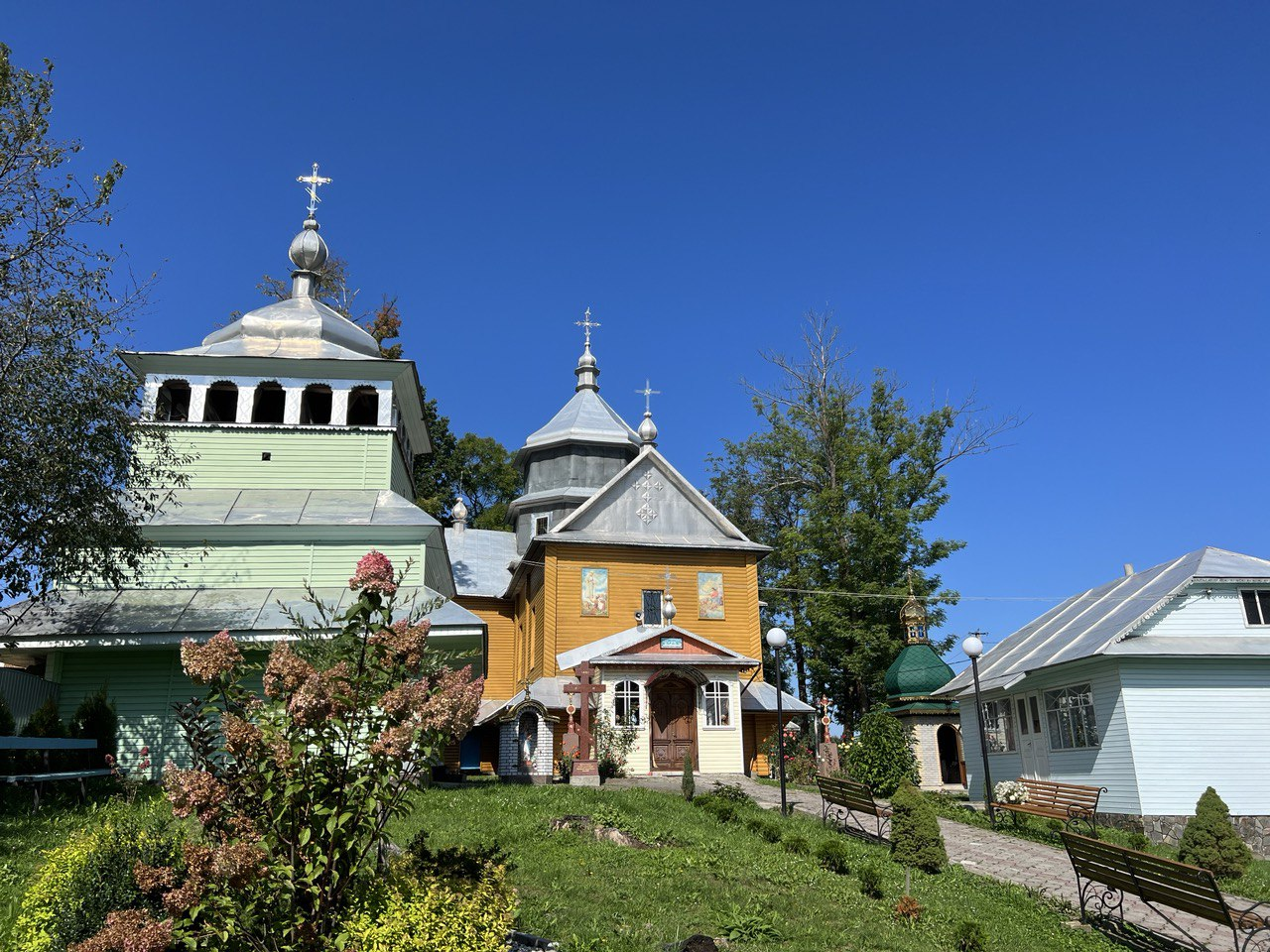
Церква Дмитрія Солунського с. Космач

У 1962 році церква була закрита за радянської влади, в храмі хотіли зробити музей. А в 1983 році забрали весь церковний інвентар. Не зважаючи ні на що, жителі села підтримували належний стан храму.
У 1989 храм повернули громаді села. Всередині вигляд церкви був запущений і пошкоджений, але зусиллями громади відремонтований.
При храмі діє братство св. ап. Андрія Первозванного. 
З часу існування храму в ньому проводили богослужіння тридцять шість священників: Олександр Мануйлович (1775-1780), Михайло Дроневич (1780-1781), Василь Кніжніцький (1781-1783), Василь Залозецький (1783-1795), Андрій Стеблецький (1795-1797), Іван Левицький (1797-1801), Антін Семулович (1801-1802), Василь Величковський (1802-1809), Георгій Андрійович (1809-1811), Іван Шадецький (1811-1813), Богдан Камянковський (1813-1814), Михайло Грибович (1814-1831), Іван Андрухович (1831-1831), Йосиф Ганчак (1831-1834), Іван Недільський (1834-1845), Микола Величковський (1845-1851), Григорій Пасічнецький (1851-1862), Симеон Телішевський (1862-1868), Маркіян Величковський (1868-1869), Михайло Струтинський (1869-1882), Лев Струтинський (1882-1885), Євген Інлешевський (1885-1889), Максиміліан Зарицький (1889-1891), Макарій Кричковський (1891-1899), Юліан Козловський (1899-1900), Венедикт Салевич (1901-1903), Михайло Николин (1903-1908), Нестор Гавацький (1908-1909), Іван Мокрицький (1909-1913), Павло Кришталевич (1914-1914), Петро Мельничук (1928-1929), Володимир Купчинський (1929-1929), Іван Амброзяк (1929-1931), Любомир Давидяк (1931-1941), Іван Настюк (1942-1961), Ярослав Оцабіна (1989-1998). На даний час проводить богослужіння отець Ігор Гуць.